# Hennes lilla Majestät (film, 1939)
Hennes lilla Majestät är en svensk dramakomedifilm från 1939 i regi av Schamyl Bauman. I huvudrollerna ses Sonja Wigert och Anders Henrikson.

## Handling
Den bortskämda rikemansdottern Marianne råkar ut för en bilolycka och får tillbringa några dagar hos den moderne prästen Bengt Ahlman, där hon får nya perspektiv på livet. 

## Om filmen
Filmen premiärvisades den 6 oktober 1939 på biograf Astoria vid Nybrogatan i Stockholm. Som förlaga har man Karl Gerhards pjäs Hennes lilla Majestät som uruppfördes på Göteborgs Friluftsteater den 14 juli 1920. Inspelningen skedde vid Sandrew-ateljéerna i Stockholm med några scener från Norrsunda kyrka i Sigtuna av Hilmer Ekdahl. En tidigare inspelning av filmen genomfördes 1925 i regi av Sigurd Wallén, se Hennes lilla Majestät 1925.
Hennes lilla Majestät visades i SVT i oktober 2021 och i januari 2024.

## Rollista i urval
- Joachim Holst-Jensen – Hauge, generalkonsul
- Sonja Wigert – Marianne, hans dotter
- Anders Henrikson – Bengt Ahlman, kyrkoherde
- Gösta Cederlund – Gösta Bergfelt, läkare
- Carl Barcklind – Wicander, biskop
- Gunnar Höglund – Gunnar Karlsson, bilreparatör
- Aurore Palmgren – Maria, kyrkoherdens hushållerska
- Julia Cæsar – Augusta Ljunggren
- Carl Deurell – Johan Ljunggren, hennes man, nämndeman
- Sigge Fürst – bilhandlare
- Axel Högel – Svensson, bilreparatör
- Gerda Björne – biskopinna
- Åke Grönberg – slagskämpe
- Anna Olin – fru Lindblom
- Arne Lindblad – Hauges sekreterare
- Stina Sorbon – Mariannes väninna

## Musik i filmen
- "Vad kvinnan tänker", text Agge, instrumental
- "Härlig är jorden (Dejlig är Jorden)", dansk text 1850 Bernhard Severin Ingemann, svensk text 1884 Cecilia Bååth-Holmberg
- "Flickan hon går i ringen", instrumental
- "Höga berg och djupa dalar", instrumental
- "Vagnhäradsvalsen", instrumental

## DVD
Filmen gavs ut på DVD 2016.